# One-Punch Man: A Hero Nobody Knows
One-Punch Man: A Hero Nobody Knows és un videojoc de lluita desenvolupat per Spike Chunsoft i publicat per Bandai Namco Entertainment. Basat en la sèrie de manga One Punch-Man, va ser llançat el 28 de febrer de 2020 per: Microsoft Windows, PlayStation 4 i Xbox One.

## Personatges
- Atomic Samurai
- Boros
- Carnage Kabuto
- Child Emperor
- Crablante
- Custom Hero
- Deep Sea King
- Garou (DLC)
- Genos
- Handsome Kamen Amai Mask
- Hellish Blizzard
- "Lightning Max" Max (DLC)
- Melzargard
- Metal Bat
- Metal Knight
- Mosquito Girl
- Mumen Rider
- Puri-Puri Prisoner
- Saitama
- Saitama (Dream Version)
- Silverfang
- "Snakebite" Snek
- Speed-o'-Sound Sonic
- Spring Mustachio
- Stinger
- Suiryu (DLC)
- Tank-Top Blackhole
- Tank-Top Master
- Tank-Top Tiger
- "Terrible Tornado" Tatsumaki
- Vaccine Man
- Watchdog Man (DLC)

## Recepció
El joc va rebre crítiques mixtes.